# Дутра, Эурику Гаспар
Эури́ку Гаспа́р Ду́тра (порт. Eurico Gaspar Dutra; 18 мая 1883, Куяба, штат Мату-Гросу, Бразильская империя — 11 июня 1974, Рио-де-Жанейро, Бразилия) — бразильский государственный и военный деятель, маршал армии, шестнадцатый президент Бразилии (1946—1951).

## Военная карьера
Эурику Дутра родился 18 мая 1883 года в Куябе, столице провинции Мату-Гросу. В 17 лет Дутра поступил на военную службу и был зачислен в военную школу, которую окончил в 1910 году в звании лейтенанта.
В следующие двадцать лет Дутра неуклонно продвигался по карьерной лестнице и к 1930 году он занял один из командных постов в армии, благодаря чему смог оказать поддержку пришедшему к власти Жетулиу Варгасу. В 1932 году Дутра был назначен начальником военной академии, а спустя четыре года занял пост военного министра в правительстве Варгаса. На этом посту Дутра провёл модернизацию армии и в 1941 году создал бразильские военно-воздушные силы.
После объявления Бразилией войны Германии в 1942 году, Дутра в качестве военного министра возглавил Бразильский экспедиционный корпус, который принимал участие в военных действиях в Италии совместно с войсками Союзников.

## На посту президента
В 1945 году Дутра принял активное участие в государственном перевороте, свергнувшем Варгаса. Дутра выдвинул свою кандидатуру на пост президента от Социал-демократической партии и победил на состоявшихся 2 декабря выборах.
Первоочередной задачей правительства Дутры стала разработка новой конституции страны, которая была обнародована 18 сентября 1946 года. С её принятием впервые за девять лет был созван Конгресс. В этой конституции был восстановлен принцип прямых выборов президента, срок правления которого определялся 5 годами. Была легализована деятельность всех политических партий. Многие права и льготы, полученные рабочими в период диктатуры Варгаса, новая конституция закрепила законодательно.
К заметным событиям президентства Дутры можно отнести запрет на азартные игры, начало телевещания в Рио-де-Жанейро. В годы его правления в октябре 1947 года были разорваны дипломатические отношения с СССР. Бразильская коммунистическая партия снова оказалась в нелегальном положении.
В сфере внутренней политики президент Дутра способствовал либерализации экономики и открыл дорогу иностранным предприятиям. Во внешней политике президент примкнул к США в ходе холодной войны. Как следствие проамериканской позиции, рынок Бразилии наполнился импортом из США, выросла инфляция и существенно обесценилась национальная валюта крузейро. Промышленная олигархия, почувствовав угрозу своим доходам, попыталась заморозить заработную плату. По стране прокатилась волна забастовок, государство оказалось перед лицом кризиса и социальной дестабилизации. Дутра как президент потерял поддержку экономической элиты. В итоге, по результатам президентских выборов 1950 года к власти в Бразилии вновь пришёл Жетулиу Варгас.
После этого маршал Дутра отошёл от политической деятельности. 11 июня 1974 года он умер. Похоронен на кладбище Святого Иоанна Крестителя в Рио-де-Жанейро.

## Память
В честь Дутры был назван один из крупнейших в мире алмазов (весом в 409 карат), добытый в Бразилии в 1949 году.